# Chuối hột
Chuối hột (danh pháp hai phần: Musa balbisiana) là loài chuối dại bản địa của Đông Nam Á. Đây là một trong những loài tổ tiên của chuối hiện đại. Loài này được mô tả lần đầu năm 1820 bởi nhà thực vật học người Ý Luigi Aloysius Colla.
Tại Việt Nam, chuối hột cũng được dùng như một vị thuốc trong đông y.

## Hình ảnh

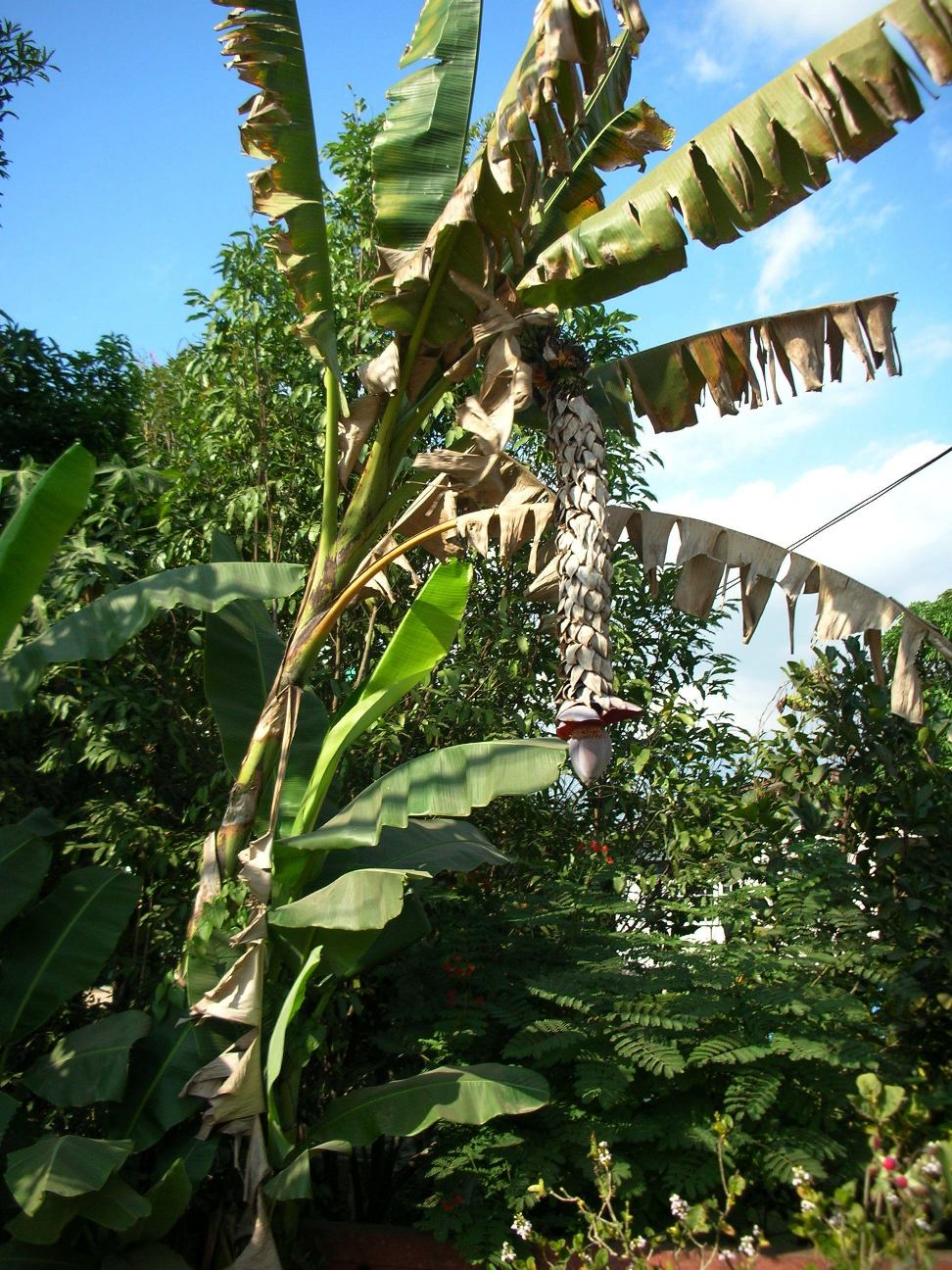